# Stanhopea
Stanhopea – rodzaj roślin z rodziny storczykowatych (Orchidaceae). Obejmuje 77 gatunków. Rośliny występują w Ameryce Środkowej i Ameryce Południowej w takich krajach jak: Belize, Boliwia, Brazylia, Kolumbia, Kostaryka, Ekwador, Salwador, Gujana Francuska, Gwatemala, Gujana, Honduras, Meksyk, Nikaragua, Panama, Peru, Surinam, Trynidad i Tobago, Wenezuela.

## Systematyka
Rodzaj sklasyfikowany do podplemienia Stanhopeinae w plemieniu Cymbidieae, podrodzina epidendronowe (Epidendroideae), rodzina storczykowate (Orchidaceae), rząd szparagowce (Asparagales) w obrębie roślin jednoliściennych.
Wykaz gatunków
- Stanhopea aliceae Archila, Pérez-García, Chiron & Szlach.
- Stanhopea anfracta Rolfe
- Stanhopea annulata Mansf.
- Stanhopea avicula Dressler
- Stanhopea bueraremensis Campacci & Marçal
- Stanhopea candida Barb.Rodr.
- Stanhopea cephalopoda Archila, Pérez-García, Chiron & Szlach.
- Stanhopea chironii Archila, Pérez-García & Szlach.
- Stanhopea cirrhata Lindl.
- Stanhopea confusa G.Gerlach & Beeche
- Stanhopea connata Klotzsch
- Stanhopea costaricensis Rchb.f.
- Stanhopea deltoidea Lem.
- Stanhopea dodsoniana Salazar & Soto Arenas
- Stanhopea ecornuta Lem.
- Stanhopea embreei Dodson
- Stanhopea esteponae Archila & Chiron
- Stanhopea florida Rchb.f.
- Stanhopea fonsecae Archila, Pérez-García, Chiron & Szlach.
- Stanhopea frymirei Dodson
- Stanhopea gibbosa Rchb.f.
- Stanhopea grandiflora (Lodd.) Lindl.
- Stanhopea graveolens Lindl.
- Stanhopea greeri Jenny
- Stanhopea grossii Archila & Chiron
- Stanhopea guttulata Lindl.
- Stanhopea haseloffiana Rchb.f.
- Stanhopea hernandezii (Kunth) Schltr.
- Stanhopea insignis J.Frost ex Hook.
- Stanhopea intermedia Klinge
- Stanhopea javieri Archila, Pérez-García, Chiron & Szlach.
- Stanhopea jenischiana F.Kramer ex Rchb.f.
- Stanhopea lietzei (Regel) Schltr.
- Stanhopea macrocornata Archila, Pérez-García, Chiron & Szlach.
- Stanhopea maculosa Knowles & Westc.
- Stanhopea madouxiana Cogn.
- Stanhopea maduroi Dodson & Dressler
- Stanhopea manriquei Jenny & Nauray
- Stanhopea marizana Jenny
- Stanhopea martiana Bateman ex Lindl.
- Stanhopea marylenae Archila, Chiron & Pérez-García
- Stanhopea moliana Rolfe
- Stanhopea napoensis Dodson
- Stanhopea naurayi Jenny
- Stanhopea nicaraguensis G.Gerlach
- Stanhopea nigripes Rolfe
- Stanhopea novogaliciana S.Rosillo
- Stanhopea oculata (Lodd.) Lindl.
- Stanhopea oscarrodrigoi Archila, Pérez-García, Chiron & Szlach.
- Stanhopea ospinae Dodson
- Stanhopea panamensis N.H.Williams & W.M.Whitten
- Stanhopea peruviana Rolfe
- Stanhopea platyceras Rchb.f.
- Stanhopea posadae Jenny & Braem
- Stanhopea pozoi Dodson & D.E.Benn.
- Stanhopea pseudoradiosa Jenny & R.Gonzalez
- Stanhopea pulla Rchb.f.
- Stanhopea radiosa Lem.
- Stanhopea reichenbachiana Roezl ex Rchb.f.
- Stanhopea rubroatrata Archila, Pérez-García, Chiron & Szlach.
- Stanhopea rubromaculata Archila, Pérez-García, Chiron & Szlach.
- Stanhopea ruckeri Lindl.
- Stanhopea saccata Bateman
- Stanhopea saintexuperyi Archila, Pérez-García, Chiron & Szlach.
- Stanhopea schilleriana Rchb.f.
- Stanhopea shuttleworthii Rchb.f.
- Stanhopea stevensonii A.Mejia & R.Escobar ex Jenny
- Stanhopea szlachetkoana Archila, Pérez-García & Chiron
- Stanhopea tigrina Bateman ex Lindl.
- Stanhopea tolimensis G.Gerlach
- Stanhopea tricornis Lindl.
- Stanhopea victoriana Archila, Pérez-García, Chiron & Szlach.
- Stanhopea wardii Lodd. ex Lindl.
- Stanhopea warszewicziana Klotzsch
- Stanhopea whittenii Soto Arenas, Salazar & G.Gerlach
- Stanhopea xanthoviridea Archila, Pérez-García, Chiron & Szlach.
- Stanhopea xytriophora Rchb.f.

Wykaz hybryd
- Stanhopea × fowlieana Jenny
- Stanhopea × herrenhusana Jenny
- Stanhopea × horichiana Jenny
- Stanhopea × lewisae Ames & Correll
- Stanhopea × quadricornis Lindl.
- Stanhopea × thienii Dodson